# شادي باريدار
شادي باريدار (من مواليد 2 يوليو عام 1986) (بالفارسية: شادی پریدر) لاعبة شطرنج إيرانية. حاصلة على لقب أستاذ دولي.
فازت ببطولة آسيا للفتيات تحت 16 عام 2002 في طهران. لعبت شادي باريدار لإيران في أولمبياد الشطرنج للسيدات سنوات 2002 و2004 و2006 و2008 و2010، وفي بطولة آسيا للشطرنج للسيدات في الأعوام 1995 و2003 و2005 و2008 و2009.

## روابط خارجية
- شادي باريدار على موقع الاتحاد الدولي للشطرنج (الإنجليزية)
- شادي باريدار على موقع مباريات الشطرنج (الإنجليزية)
- شادي باريدار على موقع 365Chess.com (الإنجليزية)
- شادي باريدار على موقع Chesstempo.com (الإنجليزية)
- شادي باريدار سجل أولمبياد الشطرنج للسيدات على موقع OlimpBase.org (الإنجليزية)